# Ormosia subnubila
Ormosia subnubila är en tvåvingeart som beskrevs av Alexander 1920. Ormosia subnubila ingår i släktet Ormosia och familjen småharkrankar. Inga underarter finns listade i Catalogue of Life.